# Damast

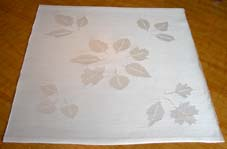
Damastduk vävd vitt i vitt

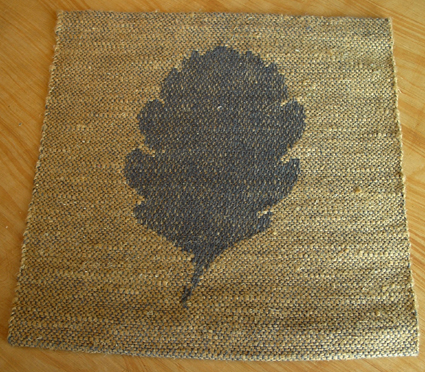
Ett oxellöv i plockad damast.

Damast är en vävteknik av jacquardtyp som fordrar särskilda anordningar i vävstolen (ofta en särskild damastvävstol) och uppsättningar som kan åstadkomma mönster med konturkaraktär i väven. Just växelverkan mellan inslag och varp i satinuppsättning ger den avsedda glansverkan.
Damast var förr vanligt till servietter (introducerade omkring 1500) och vita linnedukar, men också som möbeltyger.
Textilmaterial som används är vanligtvis linne eller bomull, eller en blandning därav, men även ull, silke eller syntetfiber förekommer.

## Funktion
Mönstret framträder trots att inslag och varp är av samma färg. Duken är vävd med harneskutrustning i en damastvävstol. Enklare variant av damast vävs med dragutrustning.
I en liten hopfällbar vävstol kan man till och med väva damast med plockteknik, där man trampar fram skälet, som kompletteras med plockning av mönsterbilden inom skälet.

## Historik

### Bakgrund
Damasten härstammar från Orienten. Från Damaskus importerades stora mängder damast till Italien från medeltiden och framåt.
Vävsättet för att åstadkomma damastväv uppkom ursprungligen i staden Damaskus ( "Damas" på franska samt flera andra språk), vilket avspeglat sig på vävens namn = "Tyg från Damaskus".

### Senmedeltid till 1600-tal
Under 1300- och 1400-talen vävdes damast i sidenväverierna i Norditalien, varifrån tekniken överfördes till Flandern på 1400-talet med en specialisering på damastdukar i linne, och Damas de Flandre hörde under början av 1400-talet till de mest exklusiva dukarna. Omkring 1500 blev figurframställningar på damastdukarna moderna. Ofta valdes motiv ur Gamla och Nya Testamentet, men det vävdes även dukar med vapen och emblem. Senare blev antika motiv förekommande. Flanderns främsta verkstäder i Courtrai och Malines var dominerande på marknaden. I Courtrai gjorde både Frans I av Frankrike och Henrik VIII av England betydande beställningar, och i Malines fanns vävaren Jaques Hochboosch som 1528 fick en stor beställning på uppdrag av Gyllene skinnets orden.
Flanderns betydelse för damastväveriet kom att upphöra omkring 1580, då hugenottförföljelserna börjande och mängder av vävare var tvungna att fly. De flesta tog sig över till Holland, där Haarlem under 1600-talet blev ett nytt centrum för damastväveriet.

### Svensk historik
Vävar i damastteknik från tiden omkring 1600 finns bevarade på Nordiska museet och Kulturen i Lund med motiv från Skapelsen och syndafallet, samt med Judit och Holofernes. Kulturen i Lund äger även en damastduk föreställande Abrahams offer, vävd i Courtrai under 1500-talets andra hälft.
Damastvävningen introducerades i Sverige på 1600-talet. På 1700-talet grundades Flors och Vadstena linnemanufaktori där damastvävning förekom.  Traditionerna från Flors linneväveri fördes vidare av E och M Brodins damastverkstad, som sköttes av systrarna Elisabeth och Maria Brodin i Gävle 1830–1889,  medan Sophia Magdalena Gardelius damastväveri på Gotland 1832–1921 var berömt under 1800-talet.
Berömda damastvävare under 1900-talet var:
- Carl Widlund (1887–1968) på Trangärdstorp i Värmland
- Emma Wiberg (1901–1990) i Undrom i Ångermanland.